# Paul Adrien Maurice Dirac
Paul Adrien Maurice Dirac [pól êjdrijen morís dirék], FRS, britanski fizik in matematik, * 8. avgust 1902, Bristol, grofija Gloucestershire, Anglija, † 20. oktober 1984, Tallahassee, Florida, ZDA. 

## Življenje in delo
Dirac je leta 1928 delal na Paulijevem delu o nerelativističnih spinskih sestavih in pri tem izpeljal Diracovo enačbo, to je relativistično enačbo, ki opiše elektron. To mu je omogočilo, da je predvidel obstoj pozitrona, antidelca elektrona. Pozitron je že pred tem opazoval Carl David Anderson leta 1932. 
Diracovo delo Načela kvantne mehanike (Principles of Quantum Mechanics), objavljeno leta 1930, je uvedlo uporabo linearnih operatorjev, kot posplošitev Heisenbergovih in Schrödingerjevih teorij. V tem delu je tudi prvič uporabil zapis z oklepaji, kjer |Ψ> označuje vektor stanja v Hilbertovem prostoru sestava in <Ψ| njegov dvojni vektor. 
Dirac je vpeljal tudi Diracovo porazdelitveno funkcijo δ(x), s katero si pomagamo pri pojmovni predstavi elektrona kot točke.
Dirac je razvijal tudi kvantno teorijo polja. Leta 1933 je prejel Nobelovo nagrado za fiziko skupaj z Erwinom Schrödingerjem za odkritja novih plodnih prijemov v atomski teoriji.
Dirac je bil Lucasov profesor matematike na Univerzi v Cambridgeu od leta 1932 do 1969 in je študiral na Univerzi v Bristolu.

## Priznanja

### Nagrade
Kraljeva družba iz Londona mu je leta 1939 za njegov vodilni delež pri razvoju kvantne mehanike podelila svojo kraljevo medaljo. Leta 1952 je za svoje znanstvene dosežke prejel njeno Copleyjevo medaljo.

### Poimenovanja
Njemu v čast podeljujejo Diracovo medaljo in nagrado in Diracovo medaljo, obe za dosežke na področju teoretične fizike in matematike.